# Neobisium doderoi
Neobisium doderoi es una especie de arácnido del orden Pseudoscorpionida de la familia Neobisiidae.

## Distribución geográfica
Se encuentra en Argelia y en Europa.